# Phil Bryant
Phil Bryant, född 9 december 1954 i Moorhead, Mississippi, är en amerikansk republikansk politiker. Han var viceguvernör i Mississippi 2008–2012 och delstatens guvernör 2012–2020.
Bryant tillträdde 2008 som viceguvernör samtidigt som Haley Barbour inledde sin andra mandatperiod som guvernör. Fyra år senare efterträdde Bryant partikamraten Barbour som guvernör.
Bryant och hans maka Deborah har två barn och två barnbarn.